# Psyttalia infuscata
Psyttalia infuscata är en stekelart som först beskrevs av Granger 1949.  Psyttalia infuscata ingår i släktet Psyttalia och familjen bracksteklar. Inga underarter finns listade i Catalogue of Life.